# 圣维克蒂尼安
圣维克蒂尼安（法語：Saint-Victurnien，法語發音：[sɛ̃ viktyʁnjɛ̃]）是法国新阿基坦大区上维埃纳省的一个市镇，属于罗什舒阿尔区。

## 地理
圣维克蒂尼安（45°52'40"N, 1°0'48"E）面积21.04 平方千米，位于法国新阿基坦大区上维埃纳省，该省份为法国中西部省份，北起顺时针与安德尔省、克勒兹省、科雷兹省、多爾多涅省、夏朗德省和维埃纳省接壤。
与圣维克蒂尼安接壤的市镇（或旧市镇、城区）包括：科尼亚克拉福雷、格拉讷河畔奥拉杜尔、维埃纳河畔圣布里斯、圣玛丽德沃、维埃纳河畔韦尔讷伊、韦拉克。

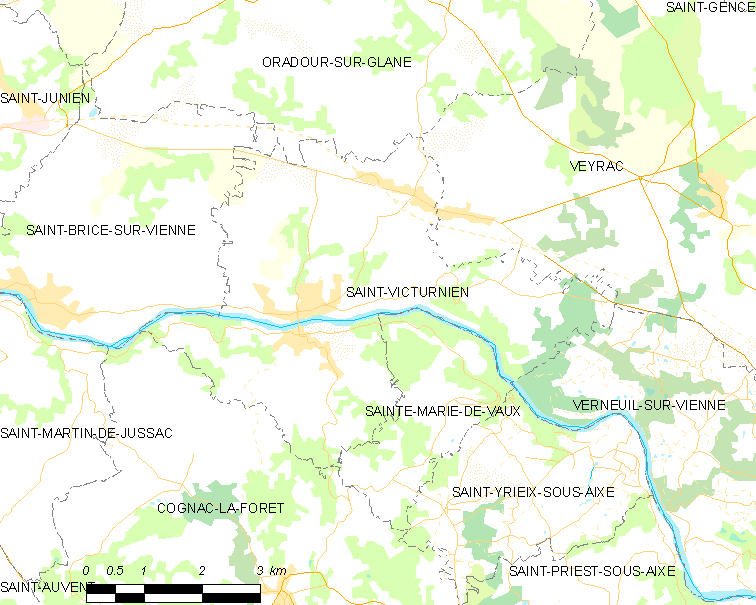
圣维克蒂尼安的OSM定位图

圣维克蒂尼安的时区为UTC+01:00、UTC+02:00（夏令时）。

## 行政
圣维克蒂尼安的邮政编码为87420，INSEE市镇编码为87185。

## 政治
圣维克蒂尼安所属的省级选区为圣瑞尼安县。

## 人口

1962-2008年间圣维克蒂尼安人口变化图示

圣维克蒂尼安于2022年1月1日时的人口数量为1767人。